# Öglunda församling
Öglunda församling var en församling i Skara stift och i Skara kommun. Församlingen uppgick 2006 i Eggby-Öglunda församling.

## Administrativ historik
Församlingen har medeltida ursprung. 
Församlingen var till 1566 annexförsamling i pastoratet Eggby, Öglunda och Istrum som före 1452 
även omfattade Ölanda församling, från 1436 Skärvs församling, från 1436 till 1540 Lundby församling. Från 1566 till 1992 var den annexförsamling i pastoratet Varnhem, Istrum, Eggby, Öglunda och (Norra) Lundby som före 1575 även omfattade Skärvs församling. Från 1992 till 2002 annexförsamling i pastoratet Varnhem, Eggby-Istrum, Öglunda och Norra Lundby.  Församlingen ingick mellan 2002 och 2006 i Skara pastorat och uppgick 2006 i Eggby-Öglunda församling.

## Kyrkor
- Öglunda kyrka.